# Рябе (Ліський повіт)
Рябе (укр. Рябі, пол. Rabe) — село в Польщі, у гміні Балигород Ліського повіту Підкарпатського воєводства. Розташоване на перетині етнічних українських територій Лемківщини і Бойківщини. Розташоване в пасмі гір Західних Бескидів, над Рябянським потоком, недалеко від кордону зі Словаччиною та Україною. Населення — 3 особи (2011).

## Географічні дані
Відстань від м. Балигорода — 11,3 км. На північ від села є лісисті гори — На Рівні (796 м), Жебравський ліс (730 м), на схід — Жебрак (711 м), Потоки (782 м), Михалів (810 м). Сусідні села — на захід — Миків, Душатин, на південь — Воля Мигова, Манів, Колоничі, на схід — Бистре, на північ — Кам’янки, Суковате, Розтоки.
Ґрунти неврожайні.

## Назва
Назва села походить від слова «рябий», швидше за все, через багаті рудою землі.
У ході кампанії ліквідації українських назв село в 1977—1981 рр. називалось Каролюв (пол. Karolów) на відзнаку 30-річчя смерті Кароля Сверчевського.

## Історія
Перша письмова згадка про село знайдена в документі 1552 р., як поселення у власності роду Балів. До 1772 р. село знаходилося в Сяноцькій землі Руського воєводства.
У 1772-1918 рр. село було у складі Австро-Угорської монархії, у провінції Королівство Галичини та Володимирії. В кінці 18 — початку 19 століття Фредрові (власники Рябе) заснували в селі скляний завод, використовуючи місцеві поклади залізної руди.
З давніх часів тут добували руду і робили залізо. Працювала кузня. Ф. Сярчинський в своїй роботі 1826 р. повідомляв, що в селі був прекрасний замок.
Складалося з 2-х груп будинків, відокремлених смугою в 2,5 км — с. Рябі і с. Гучвиці. Повз село протікав потік Рябський (Рябий), який впадає в річку Гочівку.
У 1888 р. в с. Рябе проживало 293 особи в 38 будинках — 271 греко-католиків, 1 римо-католик і 21 юдей; в с. Гучвиці — 145 осіб в 21 будинку відповідно 130 греко-католиків, 1 римо-католик і 14 юдеїв.
У 1919-1939 рр. село входило до Ліського повіту Львівського воєводства. На 01.01.1939 у селі було 770 жителів (735 українців, 15 поляків і 20 євреїв).
Село Рябе було одним із центрів українського опору ОУН-УПА. На сусідній горі Хрещата існували криївки і військовий шпиталь.
1946 року з села були виселені всі родини українців, їхні домівки і господарства знищені. Донині тільки частково збереглося кладовище.
У 1975-1998 роках село належало до Кросненського воєводства.

## Демографія
Демографічна структура станом на 31 березня 2011 року:
|          | Загалом | Допрацездатний вік | Працездатний вік | Постпрацездатний вік |
| -------- | ------- | ------------------ | ---------------- | -------------------- |
| Чоловіки | 1       | 0                  | 1                | 0                    |
| Жінки    | 2       | 1                  | 1                | 0                    |
| Разом    | 3       | 1                  | 2                | 0                    |

## Церква
Село мало посаду греко-католицького капеляна. В селі 1926 року було побудовано нову дерев'яну греко-католицьку церкву. Греко-католицька громада мала парафію, яка належала до Балигородського деканату Перемиської єпархії. До парафії входило також село Гучвиці.

## Сучасність
В даний час існує житлова будівля для співробітників державних лісів. У селі знаходиться природний заповідник «Gołoborze» площею 13,9 га. У прилеглому кар'єрі — породи дуже рідкісних мінералів: реальгар (миш'як червоний) і аурипігмент (миш'як жовтий), а біля кар'єру можна побачити дві свердловини мінеральної води.